# Juan de Arechederra
Juan de Arechederra (Caracas, 1681 - 12 november 1751) was een rooms-katholieke geestelijke en was bovendien zes jaar lang de gouverneur-generaal ad-interim van de Filipijnen.
Van 1735 tot 1737 en van 1743 tot 1745 was Arechederra rector van de University of Santo Tomas. Op 21 september 1745 werd hij benoemd als gouverneur-generaal van de Spaanse kolonie de Filipijnen als opvolger van de overleden Gaspar de la Torre. In 1750 werd Arechederro, al geruime tijd de bisschop-elect, benoemd als bisschop van Nueva Segovia. Arechederra onderdrukte in zijn periode als gouverneur een opstand in de provincie Batangas en versterkte de voor de Spanjaarden belangrijkste steden Manilla en Cavite..
Na zijn dood in 1751 werd de bisschop in Nueva Segovia opgevolgd door Luciano Santiago.